# Hatice Sultan († 1538)
Hatice Sultan (خدیجه سلطان / Ḫadīce Sulṭān; * um 1494 in Edirne; † 2. November 1538 in Istanbul) war eine osmanische Prinzessin und Tochter Sultan Selims I. und Hafsa Sultans. Sie war die Schwester Süleymans I.

## Leben
In ihren jungen Jahren heiratete Hatice möglicherweise Iskender Pascha, der 1515 hingerichtet wurde. Ob sie mit Ibrahim Pascha, dem „Busenfreund“ und Großwesir Sultan Süleymans I. verheiratet wurde, ist umstritten.